# Antoine Stockalper
Antoine von Stockalper (1609 – 4 dicembre 1627) è stato un politico svizzero.

## Vita e attività
È stato Governatore di Saint-Maurice dal 1618 al 1620.
Nel corso della Guerra dei trent'anni viene inviato dalla Dieta in soccorso ai Grigioni alla testa di una compagnia d'armati vallesani. 

Ritornato in Vallese, preoccupato della situazione di contrasto permanente tra i patrioti e il principe-vescovo, decide di recarsi a Milano per concludere un accordo con il governatore spagnolo, a protezione del principe-vescovo vallesano.

## Arresto ed esecuzione
Viene però arrestato nel settembre 1627, con l'accusa di aver voluto far assassinare alcune autorità, tra cui il podestà Jean de Roten e Michel Mageran (ricco mercante di Loèche, appartenente all'élite protestante ma convertito al cattolicesimo per interesse nel dicembre 1624 al fine di per poter accedere alle più alte cariche politiche della regione).
Tenuto imprigionato nel castello vescovile dei Vidomnes, vi viene processato e, per quanto innocente, condannato a morte con l'accusa di alto tradimento. Viene giustiziato il 4 dicembre 1627. La sua morte segna la perdita del potere temporale del principe-vescovo, che viene con lui a perdere il suo unico alleato.

## Il processo di centralizzazione dei poteri in Vallese
Magerain risulterà così essere il principale artefice della centralizzazione dei poteri nel Vallese ai danni del principe-vescovo, facendo tra l'altro espellere i Gesuiti, sempre nel 1627, e riuscendo anche a mettere a morte il loro più strenuo difensore, Antoine Stockalper per l'appunto.
| Controllo di autorità | VIAF (EN) 305159778 · ISNI (EN) 0000 0004 1828 9615 · BNF (FR) cb124742990 (data) |